# Bow River (circonscription fédérale)
Pour les articles homonymes, voir Bow River (homonymie).
Circonscription électorale fédérale du Canada
Bow River est une circonscription électorale fédérale du centre-sud de l'Alberta, représentée de 1917 à 1968, de 1979 à 1988 et depuis 2015.
La circonscription de Bow River est créée en 1914 d'une partie de la circonscription de Macleod. Abolie en 1966, elle est redistribuée parmi Calgary-Nord, Calgary-Sud, Crowfoot, Medicine Hat, Palliser, Red Deer et Rocky Mountain. 
La circonscription réapparaît en 1976 avec des parties de Lethbridge, Palliser et Rocky Mountain. Abolie en 1987, elle est redistribuée parmi Beaver River, Calgary-Nord, Calgary-Nord-Est, Calgary-Sud-Est, Calgary-Sud-Ouest, Calgary-Ouest, Crowfoot, Lethbridge, Macleod, Red Deer et Wild Rose.
Bow River a été créée pour la troisième fois en 2013 des circonscriptions de Crowfoot, Medicine Hat et Lethbridge. Son territoire a été légèrement modifié lors du redécoupage électoral de 2022.

## Résultats électoraux
|       | Candidat                    | Parti                                              | # de voix | % des voix |
|       | Martin Shields              | Conservateur                                       | +38 701,  | 77,42 %    |
|       | William MacDonald Alexander | Libéral                                            | +06 840,  | 13,68 %    |
|       | Lynn MacWilliams            | NPD                                                | +02 622,  | 5,25 %     |
|       | Rita Ann Fromholt           | Vert                                               | +00919,   | 1,84 %     |
|       | Frans VandeStroet           | Héritage chrétien                                  | +00280,   | 0,56 %     |
|       | Fahed Khalid                | Parti pour l'avancement de la démocratie au Canada | +00083,   | 0,17 %     |
|       | Andrew Kucy                 | Indépendant                                        | +00543,   | 1,09 %     |
| Total | Total                       | Total                                              | 49 988    | 100 %      |

## Députés
1917 - 1968
| Législature                                                           | Années    | Député | Député                  | Parti                     |
| --------------------------------------------------------------------- | --------- | ------ | ----------------------- | ------------------------- |
| Bow River issue de Macleod                                            |           |        |                         |                           |
| 13e                                                                   | 1917–1921 |        | Howard Hadden Halladay  | Unioniste                 |
| 14e                                                                   | 1921–1925 |        | Edward Joseph Garland   | Progressiste              |
| 15e                                                                   | 1925–1926 |        | Edward Joseph Garland   | Progressiste              |
| 16e                                                                   | 1926–1930 |        | Edward Joseph Garland   | United Farmers of Alberta |
| 17e                                                                   | 1930–1932 |        | Edward Joseph Garland   | United Farmers of Alberta |
| 17e                                                                   | 1932-1935 |        | Edward Joseph Garland   | Social-démocrate          |
| 18e                                                                   | 1935–1940 |        | Charles Edward Johnston | Crédit social             |
| 19e                                                                   | 1940–1945 |        | Charles Edward Johnston | Crédit social             |
| 20e                                                                   | 1945–1949 |        | Charles Edward Johnston | Crédit social             |
| 21e                                                                   | 1949–1953 |        | Charles Edward Johnston | Crédit social             |
| 22e                                                                   | 1953–1957 |        | Charles Edward Johnston | Crédit social             |
| 23e                                                                   | 1957–1958 |        | Charles Edward Johnston | Crédit social             |
| 24e                                                                   | 1958–1962 |        | Eldon Woolliams         | Progressiste-conservateur |
| 25e                                                                   | 1962–1963 |        | Eldon Woolliams         | Progressiste-conservateur |
| 26e                                                                   | 1963–1965 |        | Eldon Woolliams         | Progressiste-conservateur |
| 27e                                                                   | 1965–1968 |        | Eldon Woolliams         | Progressiste-conservateur |
| Redistribuée parmi Calgary-Nord, Crowfoot, Palliser et Rocky Mountain |           |        |                         |                           |

1979 - 1988
| Législature | Années    | Député | Député        | Parti                     |
| --- | --------- | ------ | ------------- | ------------------------- |
| Recréée de Crowfoot, Palliser, Lethbridge et Rocky Mountain                                                            |           |        |               |                           |
| 31e | 1979–1980 |        | Gordon Taylor | Progressiste-conservateur |
| 32e | 1980–1984 |        | Gordon Taylor | Progressiste-conservateur |
| 33e | 1984–1988 |        | Gordon Taylor | Progressiste-conservateur |
| Redistribuée parmi Calgary-Nord, Calgary-Nord-Est, Calgary-Ouest, Crowfoot, Lethbridge, Macleod, Red Deer et Wild Rose |           |        |               |                           |

2015 - ........
| Législature                                  | Années         | Député      | Député         | Parti        |
| -------------------------------------------- | -------------- | ----------- | -------------- | ------------ |
| Recréée de Crowfoot, Medecine Hat et Macleod |                |             |                |              |
| 42e                                          | 2015 – 2019    |             | Martin Shields | Conservateur |
| 43e                                          | 2019 – 2021    |             | Martin Shields | Conservateur |
| 44e                                          | 2021 – 2025    |             | Martin Shields | Conservateur |
| 45e                                          | 2025 –en cours | David Bexte |                | Conservateur |